# 키보가구

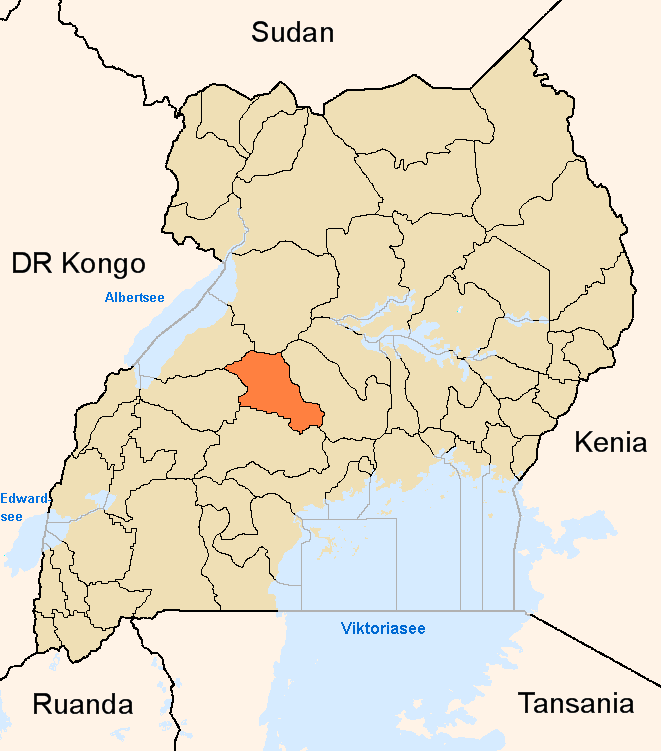
키보가 구의 위치

키보가구(Kiboga)는 우간다의 수도 캄팔라 북서부와 앨버트호 중간 지대에 위치한 구로, 행정 중심지는 키보가이며 면적은 4,045km2, 인구는 231,718명(2002년 인구 조사 기준)이다.
행정 구역상으로는 중부 주에 속하며 1개 군(키보가 군)을 관할한다. 동쪽으로는 나카세케 구, 북쪽으로는 마신디 구와 호이마 구, 서쪽으로는 키발레 구, 남쪽으로는 무벤데 구, 미티아나 구와 접한다.

## 같이 보기
- 우간다의 행정 구역